# Tender Buttons (album)
Tender Buttons é o terceiro álbum de estúdio da banda de música eletrônica indie britânica Broadcast. Após a saída de vários membros da banda, o álbum foi gravado principalmente como a dupla principal de Trish Keenan e James Cargill e, como tal, é considerado ter um som de fundo mais cru e despojado do que os lançamentos anteriores da Broadcast. Foi lançado em 19 de Setembro de 2005 pela gravadora Warp Records. Após o seu lançamento, Tender Buttons recebeu elogios da crítica, mas não conseguiu lugar nas paradas internacionais. "America's Boy", o principal e único single do álbum, alcançou o número 139 no UK Singles Chart.
O álbum continua sendo o álbum mais recente da banda que não é um projeto colaborativo ou trilha sonora.

## Recepção
| Críticas profissionais | Críticas profissionais |
| Pontuações agregadas   | Pontuações agregadas   |
| Fonte                  | Avaliação              |
| ---------------------- | ---------------------- |
| Metacritic             | 76/100                 |
| Avaliações da crítica  |                        |
| Fonte                  | Avaliação              |

Após o seu lançamento, Tender Buttons recebeu muitos comentários da crítica. No Metacritic, que atribui uma pontuação média ponderada de 100 para resenhas e classificações de críticos convencionais, o álbum recebeu uma pontuação de 76, com base em 21 críticas, indicando "críticas geralmente favoráveis". Heather Phares, escritora do AllMusic, disse que o álbum "retira o pop eletrônico luminoso da banda até sua essência" e "tem um toque moderno e único". Batidas aplicadas com moderação, guitarras intrincadas, mas sutis, e sintetizadores nebulosos dominam o álbum, fornecendo um pano de fundo contido para a voz calmamente dominante de Keenan e letras ao estilo de palavras cruzadas". David Peschek, do The Guardian, escreveu que "as gravações recentes da Broadcast muitas vezes pareciam muito confusas com efeitos", mas que em Tender Buttons a banda "conseguiu encontrar um meio-termo entre esse som sempre envolvente, mas agitado e ... psicodelia ressonante e muscular".  Em uma crítica positiva, Paul Woloszyn da MusicOMH disse que o álbum "leva você a outro planeta com uma paisagem sonora emprestada de Stereolab, mas desenvolvida para ser claramente transmitido", e se referiu ao álbum como "indiscutivelmente o melhor momento da banda". 
Em 2018, a Pitchfork classificou Tender Buttons em sétimo lugar em sua lista dos 30 melhores álbuns de dream pop.

## Faixas
| N.º            | Título                     | Duração |  |
| 1.             | "I Found the F"            |         |  |
| 2.             | "Black Cat"                |         |  |
| 3.             | "Tender Buttons"           |         |  |
| 4.             | "America's Boy"            |         |  |
| 5.             | "Tears in the Typing Pool" |         |  |
| 6.             | "Corporeal"                |         |  |
| 7.             | "Bit 35"                   |         |  |
| 8.             | "Arc of a Journey"         |         |  |
| 9.             | "Michael A Grammar"        |         |  |
| 10.            | "Subject to the Ladder"    |         |  |
| 11.            | "Minus 3"                  |         |  |
| 12.            | "Goodbye Girls"            |         |  |
| 13.            | "You and Me in Time"       |         |  |
| 14.            | "I Found the End"          |         |  |
| Duração total: | Duração total:             | 40:34   |  |